# Silver Lake (Kansas)
Pour les articles homonymes, voir Silver Lake.
Silver Lake est une municipalité américaine située dans le comté de Shawnee au Kansas.
Lors du recensement de 2010, sa population est de 1 439 habitants. À proximité de la rivière Kansas, la municipalité s'étend alors sur une superficie de 0,6 mille carré (1,55 km2) dont 0,02 mille carré (0,05 km2) d'étendues d'eau. Elle est située à quelques kilomètres à l'ouest de Topeka, la capitale de l'État.
Des premiers habitants arrivent sur le site de Silver Lake au milieu du XIXe siècle. La ville fondée en 1868 sur les rives du lac du même nom. Desservie par le chemin de fer de l'Union Pacific,, Silver Lake devient une municipalité en 1871.